# Gökhan Güney
Gökhan Güney (Istanbul, 11 maggio 1973) è un ex cestista turco.

## Palmarès
- Campionato turco: 3

Efes Pilsen: 1991-92, 1992-93, 1993-94
- Coppa di Turchia: 1

Efes Pilsen: 1994
- Coppa del Presidente: 2

Efes Pilsen: 1992, 1993